# Jianwen
Jianwen («Establiment de la Virtut Civil»') (5 de desembre de 1373 - 13 de juliol de 1402) va ser el nom de regnat de Zhu Yunwen, segon emperador de la dinastia Ming de la Xina, fill del príncep Zhu Biao (mort el 1392) i net de l'emperador Hongwu (reinant de 1368 a 1398).

## Biografia
Va ascendir al tron el 1398, a l'edat de 21 anys. Era un jove amable i estudiós, però el seu regnat va ser breu i turbulent. Va tractar de reduir el poder dels seus oncles, els prínceps hereditaris, la qual cosa va provocar la revolta del seu oncle el príncep de Yan, quart fill de Hongwu, i comandant de les tropes de la important regió septentrional. Contra totes les possibilitats, les improvisades tropes del príncep rebel van prendre i van incendiar Nanquín. L'emperador, la seva jove esposa i el seu fill primogènit van morir a l'incendi del palau imperial. Als tres cossos carbonitzats presentats a l'emperador Yongle no se'ls va donar un enterrament complet i no hi ha cap tomba coneguda de l'emperador Jianwen.
El príncep de Yan va empresonar a l'altre fill de l'emperador, el petit príncep Zhu Wenguei, i va usurpar el tron, donant al seu regnat el nom de Yǒnglè («Felicitat Perpètua»). El cadàver de Jianwen mai va ser trobat i popularment es va creure que havia fugit del país o sobreviscut sota la disfressa de monjo. Algunes parts del text de la 'Història de Ming, història autoritzada de la dinastia Ming, esmenten que una de les raons de per què l'emperador Yǒnglè va patrocinar l'almirall Zheng He per fer els «viatges de tresors» al segle xv va ser perquè l'emperador volia que Zheng He l'ajudés a cercar l'emperador Jianwen, que es creia que havia sobreviscut al sud-est asiàtic. Altres documents relaten que dècades més tard, l'emperador Jianwen va tornar al palau imperial i va viure la resta de la seva vida en un retir sense mostrarse a la llum pública.

## Família
- Pare: Zhu Biao, Príncep de la Corona Yiwen (10 d'octubre de 1355 fins 17 de maig de 1392), fill gran i successor inicial de l'emperador Hongwu.
- Mare: Senyora Lü (呂氏) (1321-1414), filla de Lü Changben (呂 昌 本) i segona esposa de Zhu Biao, honrada com a emperadriu vídua després que el seu fill va ascendir al tron.
- Esposa: Emperadriu Xiaominranh (1378 - 13 de juliol de 1402).
- Fills:

1. Zhu Wenkui (30 de novembre de 1396 - desconegut).
2. Zhu Wengui (1401 - 1457)